# Плахов, Андрей Степанович
Андре́й Степа́нович Пла́хов (род. 14 сентября 1950, Староконстантинов, Каменец-Подольская область, УССР, СССР) — советский и российский кинокритик и киновед. Кандидат искусствоведения (1982). Кинообозреватель газеты «Коммерсантъ». Деятель международного кинофестивального движения. Президент Международной федерации кинопрессы (ФИПРЕССИ; 2005—2010). Заслуженный работник культуры Российской Федерации (2014). Один из авторов «Большой Российской энциклопедии».

## Биография
Родился 14 сентября 1950 года в Староконстантинове Хмельницкой области УССР (ныне Украина).
Окончил механико-математический факультет Львовского университета (1972) и киноведческий факультет ВГИКа (1978). В 1982 году защитил диссертацию на соискание учёной степени кандидата искусствоведения по теме «Историзм и мифотворчество в киноискусстве Запада» о творчестве Лукино Висконти.
В 1977—1988 годах работал в отделе культуры газеты «Правда». В годы перестройки был секретарём правления Союза кинематографистов и председателем Конфликтной комиссии по творческим вопросам, выпустившей на экраны более 200 запрещённых советской цензурой фильмов. В это же время начал активно сотрудничать с зарубежными коллегами в рамках ФИПРЕССИ. С 1987 по 1991 год и с 1997 по 2005 год — вице-президент, затем до 2010 года президент ФИПРЕССИ, в настоящее время — один из почётных президентов.
Неоднократно входил в жюри международных кинофестивалей (Берлин, Локарно, Токио, Сан-Себастьян). В рамках Московского кинофестиваля организовывал собственные авторские программы. Инициатор сезонных минифестов «Эйфория», проходящих в московском кинотеатре «Ролан», на которых лично представляет публике самые интересные, по его мнению, картины предстоящего проката. В качестве руководителя отборочной комиссии принимает участие в организации нескольких международных киносмотров. В частности, многие годы является программным директором фестиваля «Дух огня». В 2010—2011 годах возглавлял отборочную комиссию Санкт-Петербургского международного кинофорума, в 2012 занял аналогичную позицию в организационном комитете кинофестиваля «Зеркало».
С 1972 года выступает в печати, сотрудничает со многими российскими и зарубежными изданиями («Искусство кино», «Сеанс», Sight & Sound и др.), является постоянным кинообозревателем газеты «Коммерсантъ». Автор более десяти книг о советском и современном мировом кинематографе, в том числе посвящённых творчеству Аки Каурисмяки, Катрин Денёв и Лукино Висконти.

## Личная жизнь
Женат на киноведе Елене Плаховой (род. 1951), имеет сына Дмитрия (род. 1972) — поэта, члена Союза писателей Москвы.

## Общественная позиция
В марте 2014 года подписал письмо «Мы с Вами!» «КиноСоюза» в поддержку Украины.
Подписал открытое письмо КиноСоюза против военного вторжения России в Украину.

## Художественные предпочтения
Плахов принимает участие в опросах о величайших фильмах в истории, которые проводит раз в десять лет журнал Sight & Sound. Список Плахова, составленный в 2012 году, обновился более чем наполовину. В новый список не попали названные в предыдущем опросе ленты «Леди из Шанхая» (1947, Уэллс), «На последнем дыхании» (1959, Годар), «Носферату» (1922, Мурнау), «Расёмон» (1950, Куросава), «Рассекая волны» (1996, фон Триер), «Синий бархат» (1986, Линч). Четыре картины, которым киновед сохранил верность, ниже отмечены «звёздочкой», а полностью его выбор 2012 года выглядит следующим образом (в алфавитном порядке):
- Бульвар Сансет (1950, Уайлдер)
- Восемь с половиной (1963, Феллини) *
- Всё о моей матери (1999, Альмодовар)
- Гибель богов (1969, Висконти)
- Затмение (1962, Антониони) *
- Зеркало (1974, Тарковский) *
- Пепел и алмаз (1958, Вайда)
- Правила игры (1939, Ренуар) *
- Салям, синема (1995, Махмальбаф)
- Шёпоты и крики (1972, Бергман)

Аналогичный опрос, посвящённый российскому кино, провёл в 2008 году журнал «Сеанс». Список десяти лучших фильмов России по мнению Плахова получился таким (в алфавитном порядке):
- Баллада о солдате (1959, Григорий Чухрай)
- Груз 200 (2007, Алексей Балабанов)
- Дни затмения (1988, Александр Сокуров)
- Зеркало (1974, Андрей Тарковский)
- Иван Грозный (1945, Сергей Эйзенштейн)
- Июльский дождь (1966, Марлен Хуциев)
- Летят журавли (1957, Михаил Калатозов)
- Мой друг Иван Лапшин (1984, Алексей Герман)
- Окраина (1933, Борис Барнет)
- Окраина (1998, Пётр Луцик)

## Награды
Обладатель нескольких профессиональных наград, в том числе Приза кинопрессы лучшему киножурналисту года (за серию публикаций в газете «Коммерсантъ» и журнале «Искусство кино», 1994). Неоднократный лауреат Премии Гильдии киноведов и кинокритиков России (1999, 2002, 2005, 2006, 2008). В 2014 году отмечен Почётной грамотой президента России, почётным знаком заслуженного работника культуры РФ и премией имени Мирона Черненко за книгу: «Кино на грани нервного срыва» (СПб: Книжные мастерские; Издательство «Сеанс», 2014).
В 2017 году награждён специальным призом «Ника» «За вклад в кинематографические науки, критику и образование».
В 2019 году удостоен Премии Правительства Российской Федерации в области средств массовой информации за многолетнюю успешную работу в сфере журналистики о культуре и искусстве.

### Книги
- Большие проблемы малого экрана : Сборник / Сост. А. С. Плахов. — М.: Искусство, 1981. — 176 с.
- Борьба идей в современном западном кинематографе. — М.: Знание, 1984. — 56 с.
- Кинолетопись подвига. — М.: В/О «Союзинформкино», 1985. — 64 с.
- Западный экран: разрушение личности. Персонажи и концепции западного искусства. — М.: Всесоюзное бюро пропаганды советского киноискусства, 1985. — 63 с.
- Сквозь шум времён. Творческий портрет Андрея Тарковского (1987)
- Советский кинематограф / The Soviet Cinema (1988) (на английском)
- Катрин Денёв. Девять сюжетов из жизни актрисы. — М.: Искусство, 1989. — 231 с. ISBN 5-210-00457-0)
- Всего 33. Звёзды мировой кинорежиссуры (1999, ISBN 966-95520-9-5)
- Всего 33. Звёзды крупным планом (2004, ISBN 966-9775-03-4)
- Катрин Денёв. От «Шербурских зонтиков» до «8 женщин» (2005, ISBN 5-98144-062-7)
- Кинофестивали. — М.: Д Графикс, 2006. — 311 с. (Под знаком F.) ISBN 5-9900507-1-2
- Катрин Денёв. Красавица навсегда. — М.: АСТ : Зебра Е, 2008. — 511 с. (Актерская книга). ISBN 978-5-17-056341-8
- Аки Каурисмяки. Последний романтик. — М.: Новое литературное обозрение, 2006. — 288 с. — (Кинотексты) ISBN 5-86793-479-9) (совместно с Еленой Плаховой)
- Режиссёры настоящего. В 2 томах. Том 1. Визионеры и мегаломаны (2008, ISBN 978-5-901586-26-6/ISBN 978-5-367-00756-5)
- Режиссёры настоящего. В 2 томах. Том 2. Радикалы и минималисты (2008, ISBN 978-5-901586-23-5/ISBN 978-5-367-00806-7)
- Режиссёры будущего. Индивидуалисты и универсалы. — СПб.: Амфора, 2009. — 319 с. ISBN 978-5-901586-25-9 (2009, ISBN 978-5-367-00987-3/ISBN 978-5-901586-25-9)
- Кино на грани нервного срыва. — СПб.: Книжные мастерские : Мастерская Сеанс, 2014. — 423 с. ISBN 978-5-905669-16-3/ISBN 978-5-905586-09-5)
- Озон. — СПб.: Сеанс, 2018. — 255 с. (Классики мирового кино; вып. 03).; ISBN 978-5-9500453-1-8 : 1000 экз.
- Кино за гранью. — СПб.: Сеанс, 2019. — 527 с. ISBN 978-5-905669-46-0
- Висконти. История и миф. Красота и смерть. — СПб.: Сеанс, 2022. — 464 с.: ил.
- Тарковский и мы: мемуар коллективной памяти. — М.: Редакция Елены Шубиной, 2025.

### Статьи
Большая Российская энциклопедия
- Каурисмяки, Аки : [арх. 19 октября 2022] / Плахов А. С. // Канцелярия конфискации — Киргизы [Электронный ресурс]. — 2009. — С. 377. — (Большая российская энциклопедия : [в 35 т.] / гл. ред. Ю. С. Осипов ; 2004—2017, т. 13). — ISBN 978-5-85270-344-6.
- Куросава, Акира : [арх. 19 октября 2022] / Плахов А. С. // Крещение Господне — Ласточковые [Электронный ресурс]. — 2010. — С. 424. — (Большая российская энциклопедия : [в 35 т.] / гл. ред. Ю. С. Осипов ; 2004—2017, т. 16). — ISBN 978-5-85270-347-7.
- Кустурица, Эмир : [арх. 17 октября 2022] / Плахов А. С. // Крещение Господне — Ласточковые [Электронный ресурс]. — 2010. — С. 462. — (Большая российская энциклопедия : [в 35 т.] / гл. ред. Ю. С. Осипов ; 2004—2017, т. 16). — ISBN 978-5-85270-347-7.
- Постмодернизм : [арх. 13 октября 2022] / Ю. Н. Попов, С. А. Ромашко, С. В. Панов (Постмодернизм в литературе), А. Ю. Броновицкая, Н. И. Фролова (Постмодернизм в архитектуре), В. А. Крючкова (Постмодернизм в изобразительном искусстве), А. С. Плахов (Постмодернизм в кино), Р. В. Кондратенко (Постмодернизм в театре) // Полупроводники — Пустыня [Электронный ресурс]. — 2015. — С. 261—264. — (Большая российская энциклопедия : [в 35 т.] / гл. ред. Ю. С. Осипов ; 2004—2017, т. 27). — ISBN 978-5-85270-364-4.
- Режиссёрское искусство / Степанова П. М., Плахов А. С. // Пустырник — Румчерод [Электронный ресурс]. — 2015. — С. 327—329. — (Большая российская энциклопедия : [в 35 т.] / гл. ред. Ю. С. Осипов ; 2004—2017, т. 28). — ISBN 978-5-85270-365-1.
- Сюрреализм : [арх. 18 ноября 2022] / Е. Д. Гальцова (литература), П. М. Степанова (театр), А. С. Плахов (кино), В. А. Крючкова (изобразительное искусство) // Социальное партнёрство — Телевидение [Электронный ресурс]. — 2016. — С. 525—527. — (Большая российская энциклопедия : [в 35 т.] / гл. ред. Ю. С. Осипов ; 2004—2017, т. 31). — ISBN 978-5-85270-368-2.
- Тарантино, Квентин : [арх. 6 декабря 2022] / Плахов А. С. // Социальное партнёрство — Телевидение [Электронный ресурс]. — 2016. — С. 666. — (Большая российская энциклопедия : [в 35 т.] / гл. ред. Ю. С. Осипов ; 2004—2017, т. 31). — ISBN 978-5-85270-368-2.
- Тарковский, Андрей Арсеньевич : [арх. 17 октября 2022] / Плахов А. С. // Социальное партнёрство — Телевидение [Электронный ресурс]. — 2016. — С. 674. — (Большая российская энциклопедия : [в 35 т.] / гл. ред. Ю. С. Осипов ; 2004—2017, т. 31). — ISBN 978-5-85270-368-2.
- Триер, Ларс фон : [арх. 28 ноября 2022] / Плахов А. С. // Телевизионная башня — Улан-Батор [Электронный ресурс]. — 2016. — С. 395. — (Большая российская энциклопедия : [в 35 т.] / гл. ред. Ю. С. Осипов ; 2004—2017, т. 32). — ISBN 978-5-85270-369-9.
- Феллини, Федерико : [арх. 28 ноября 2022] / Плахов А. С. // Уланд — Хватцев [Электронный ресурс]. — 2017. — С. 246—247. — (Большая российская энциклопедия : [в 35 т.] / гл. ред. Ю. С. Осипов ; 2004—2017, т. 33). — ISBN 978-5-85270-370-5.
- Ханеке, Михаэль : [арх. 5 декабря 2022] / Плахов А. С. // Уланд — Хватцев [Электронный ресурс]. — 2017. — С. 743. — (Большая российская энциклопедия : [в 35 т.] / гл. ред. Ю. С. Осипов ; 2004—2017, т. 33). — ISBN 978-5-85270-370-5.
- Херцог, Вернер : [арх. 18 октября 2022] / Плахов А. С. // Хвойка — Шервинский [Электронный ресурс]. — 2017. — С. 35. — (Большая российская энциклопедия : [в 35 т.] / гл. ред. Ю. С. Осипов ; 2004—2017, т. 34). — ISBN 978-5-85270-372-9.

журналы
- Плахов А. С. Памяти А. Кайдановского // Сеанс. 1996. № 12.
- Плахов А. Мачизм как зеркало сексуальной революции // Искусство кино. 1997. № 5.
- Плахов А. Любить по-русски. 20 секс-символов российского кино // Premiere. 1997.